# Platanos (Dytiki Samos)
Das Dorf Platanos (griechisch Πλάτανος (m. sg.)) liegt im Westen der griechischen Insel Samos in 520 m Höhe. Die nächstgelegenen Dörfer sind Agii Theodori 1,5 km nordwestlich, Kondeika etwa 2,5 km nördlich und Koumeika 3 km südlich. Platanos ist über eine Serpentinenstraße, die an der Hauptverkehrsstraße von Karlovasi nach Pythagorio abzweigt, zu erreichen.
Die ersten Siedler kamen zu Beginn des 17. Jahrhunderts aus Euböa, zum ersten Mal wurde der Ort 1632 erwähnt. Die Umgebung des Dorfes ist landwirtschaftlich geprägt, besonders von Weinbergen. Die Weinerzeugung stellt das Haupteinkommen der Einwohner dar.
Aufgrund der Lage bietet sich ein weitreichender Blick zur nördlich gelegenen Insel Chios, auf den Westen von Samos, zur Insel Fourni und weiter auf die Inseln des Dodekanes.
Mit der Umsetzung der Gemeindereform nach dem Kapodistrias-Programm im Jahr 1997 erfolgte die Eingliederung von Platanos in die Gemeinde Karlovasia. Die Verwaltungsreform 2010 führte die ehemaligen Gemeinden der Insel zur Gemeinde Samos zusammen. Seit der Korrektur der Verwaltungsreform 2019 in zwei Gemeinden zählt Platanos zur Gemeinde Dytiki Samos.
Einwohnerentwicklung von Platanos
| 1913 | 1920 | 1928 | 1940 | 1951 | 1961 | 1971 | 1981 | 1991 | 2001 | 2011 |
| ---- | ---- | ---- | ---- | ---- | ---- | ---- | ---- | ---- | ---- | ---- |
| 849  | 779  | 886  | 900  | 747  | 704  | 502  | 520  | 440  | 577  | 396  |